# Milhazes, Vilar de Figos e Faria
Milhazes, Vilar de Figos e Faria (llamada oficialmente União das Freguesias de Milhazes, Vilar de Figos e Faria) es una freguesia portuguesa del municipio de Barcelos, distrito de Braga. Según el censo de 2021, tiene una población de 1993 habitantes.

## Historia
Fue creada el 28 de enero de 2013 en aplicación de una resolución de la Asamblea de la República de Portugal promulgada el 16 de enero de 2013 con la unión de las freguesias de Faria, Milhazes y Vilar de Figos, pasando su sede a estar situada en la antigua freguesia de Milhazes.

## Demografía
| Gráfica de evolución demográfica de Milhazes, Vilar de Figos e Faria entre 2011 y 2021 |
|                                                                                        |
| Datos según el nomenclátor publicado por el INE portugués.                             |